# 張心
張心（1489年—？年），字存良，浙江绍兴府餘姚縣人，明朝政治人物。

## 生平
治《易經》，行七，由國子生中式正德八年癸酉科（1513年）浙江鄉試第八十三名舉人，年三十五歲中式嘉靖二年（1523年）癸未科會試第二百八十三名，第三甲第十六名進士。授泉州府推官，嘉靖七年七月选授南京广东道試御史，八年六月實授。

## 家族
曾祖张烨，寿官。祖父张縚。父张廷玘。母杨氏。永感下。